# Misjel Vermeiren
Misjel Vermeiren (Gent, 11 juli 1948) is een Belgisch/Nederlandse televisieregisseur en decorontwerper.

## Levensloop

### Jeugd
Vermeiren werd geboren in België. Zijn ouders hadden een bedrijf waar ze opera- en theaterdecors ontwierpen. Later runde ze ook een eigen marionettentheater Nele in Gent. Zijn vader, Albert Vermeiren, was de eerste Vlaamse die decors ontwierp voor Belgische televisieprogramma's. Hierdoor kwam Vermeiren al vroeg in aanraking met het televisievak. Hij volgde een opleiding aan de Koninklijke Academie voor Beeldende Kunst in Gent en kreeg van zijn vader scenografie-les. Hierna volgde hij nog een opleiding tot schilderen en timmeren. Tijdens zijn opleiding liep hij stage bij Franco Zeffirelli in Italië.

### Loopbaan
Vermeiren begon zijn carrière in 1970 als productieassistent bij de Belgische Radio en Televisie. In diezelfde periode kwam hij ook in contact met de Nederlandse televisievakmensen en raakte hij bevriend met zijn collega Roland de Groot die hij in het Hilversumse Mediapark heeft leren kennen. In 1982 verhuisde hij naar Nederland en kwam via Cor Straatmeyer in dienst bij de NOS. Vervolgens vroeg mediamagnaat Joop van den Ende hem decors te gaan ontwerpen voor de tv-series als de Soundmixshow, Het Capitool, Gouden Televizier-Ring Gala, Surprise show, Mini-playbackshow en Wie ben ik?. Hij begon later ook een eigen ontwerpbureau in Aalsmeer. Hij was tot 2006 actief als decorontwerper.
Vermeiren volgde in de jaren 80 een regiecursus aan de Opleidingsinstituut Santbergen in Hilversum. Hij regisseerde toen vele talkshows en quizzen zoals NTR Podium en Pulse. In 2016 regisseerde hij de oudejaarsconference van Claudia de Breij.

## Tv-programma's
- (1974) De blauwe druif
- (1977) Grenzen
- (1983) De witte raaf
- (1983) Bananasplit
- (1983) Sarah dit, Laila dit
- (1983) Een voor een
- (1984) Een vroege Vermeer
- (1985) Pervola, sporen in de sneeuw
- (1986) Mini-playbackshow
- (1988) Surpriseshow
- (1990) Voices
- (1990) Glad ijs
- (1990) Ik ben Benjamin Ben
- (1991) Ursul de Geer
- (1991) Wie is wie?
- (1993) Drama in muziek
- (1993) De Van Duin show
- (1994) Het idee
- (1995) Het Capitool
- (1995) Wie ben ik?
- (1996) Er is meer tussen hemel en aarde
- (1997) Kruispunt
- (1998) De graankorrel die moet sterven
- (1999) Barend & Van Dorp
- (1999) Sterrenflat
- (2003) Madame Butterfly
- (2003) Opsporing Verzocht
- (2004) Kinderen geen bezwaar
- (2004) De grootste Nederlander
- (2004) Wat zou jij doen?
- (2004) Twee vandaag
- (2005) Jungle jury
- (2006) Met één been in het graf
- (2007) Op zoek naar Evita
- (2008) De Flat van Ali B